# RDS-1原子彈
50°26′15″N 77°48′51″E / 50.43750°N 77.81417°E

蘇聯的第一枚原子彈RDS-1是一種像胖子原子彈的內爆型核武，RDS-1的前方表面上像眼睛的東西是雷達近接信管。

RDS-1（俄语：РДС-1），是蘇聯第一個核試驗武器。在西方，它的代號是Joe-1，參考自苏联领导人史太林名字約瑟夫的昵称。 經過高度機密的研究開發後，RDS-1在1949年8月29日於哈薩克的塞米巴拉金斯克試驗場第一次試爆。RDS-1是庫爾恰托夫研究所所構思的，當時官方稱其為實驗室第二號。其設計與美國的「胖子」原子彈幾乎是一樣的，引起美國對其研發團隊內存在蘇聯「原子間諜」的猜疑。

## 測試前後
1948年，鈾-235工廠在車里雅賓斯克附近建成。1949年8月29日RDS-1於哈薩克的塞米巴拉金斯克試驗場第一次試爆。RDS-1爆炸產生了2.2万噸的威力。
與胖子原子彈一樣，RDS-1是一種內爆型核武器，核心是固體的鈈。
為了檢驗RDS-1的效果，工人在試驗場附近建造由木材和磚頭搭建的房屋，以及橋樑，並且仿製了城市軌道交通系統。試驗場亦放有軍事用的防護鋼板、大約50架飛機和1, 500隻動物，以圖測試RDS-1所帶來的威力。數據結果顯示，RDS-1爆炸所帶來的威力比工程師原先估計的還要高出50%。
RDS-1有數個俄语昵称，都是按照首字母缩写命名的：如「特殊噴射引擎」（Реактивный двигатель специальный）、史太林噴射引擎（Реактивный двигатель Сталина）或俄羅斯做自己的事（Россия делает сама）。

## 西方反應
當RDS-1測試所釋放出的放射性核裂变产物被美國空軍察覺後，美國隨即開始追蹤放射性落下灰碎片的來源。時任美國總統哈利·S·杜魯門在1949年9月23日公開向全世界說：「我們有證據顯示，在最近的幾週內蘇聯發生過原子彈爆炸。」這項聲明是剛剛開始不久的冷戰的一個轉折點。
蘇聯曾經確認擁有原子彈，迫使美國感到需要發展和生產第一枚氫彈。

## 外部連結
- （英文）Information about Joe 1
- （英文）The National Museum of Nuclear Science & History
- （英文）Joe-1 Nuclear Test[]